# BAC Strikemaster
O BAC Strikemaster é uma aeronave britânica de combate, desenvolvida para as funções de treinamento, ataque leve e contra-insurgência. Exportado para dez países, o Strikemaster participou de missões de combate no Oriente Médio e na América do Sul.Exportado para dez países, o último Strikemaster militar foi aposentado pela Força Aérea do Equador em 2010.

## Desenvolvimento
Após o final da Segunda Guerra Mundial, a Grã-Bretanha ingressou na era do jato. Com a necessidade de treinar tripulações para operar as novas aeronaves, a Royal Air Force encomendou o projeto de aeronaves de treinamento a jato junto à indústria aeronáutica britânica. Assim surgiu o BAC Jet Provost. Após realizar seu primeiro voo em 1954, o BAC Jet Provost entrou em serviço na Royal Air Force e nas forças aéreas de nove países. Enquanto isso, a BAC continuou desenvolvendo a aeronave. Após o lançamento das versões T1,T2,T3,T4 e T5, a empresa britânica redesenhou a aeronave por completo, substituiu seu motor e aumentou a velocidade, capacidade de carga e alcance. A nova versão foi batizada Strikemaster e realizou seu primeiro voo em 1967.

## História operacional

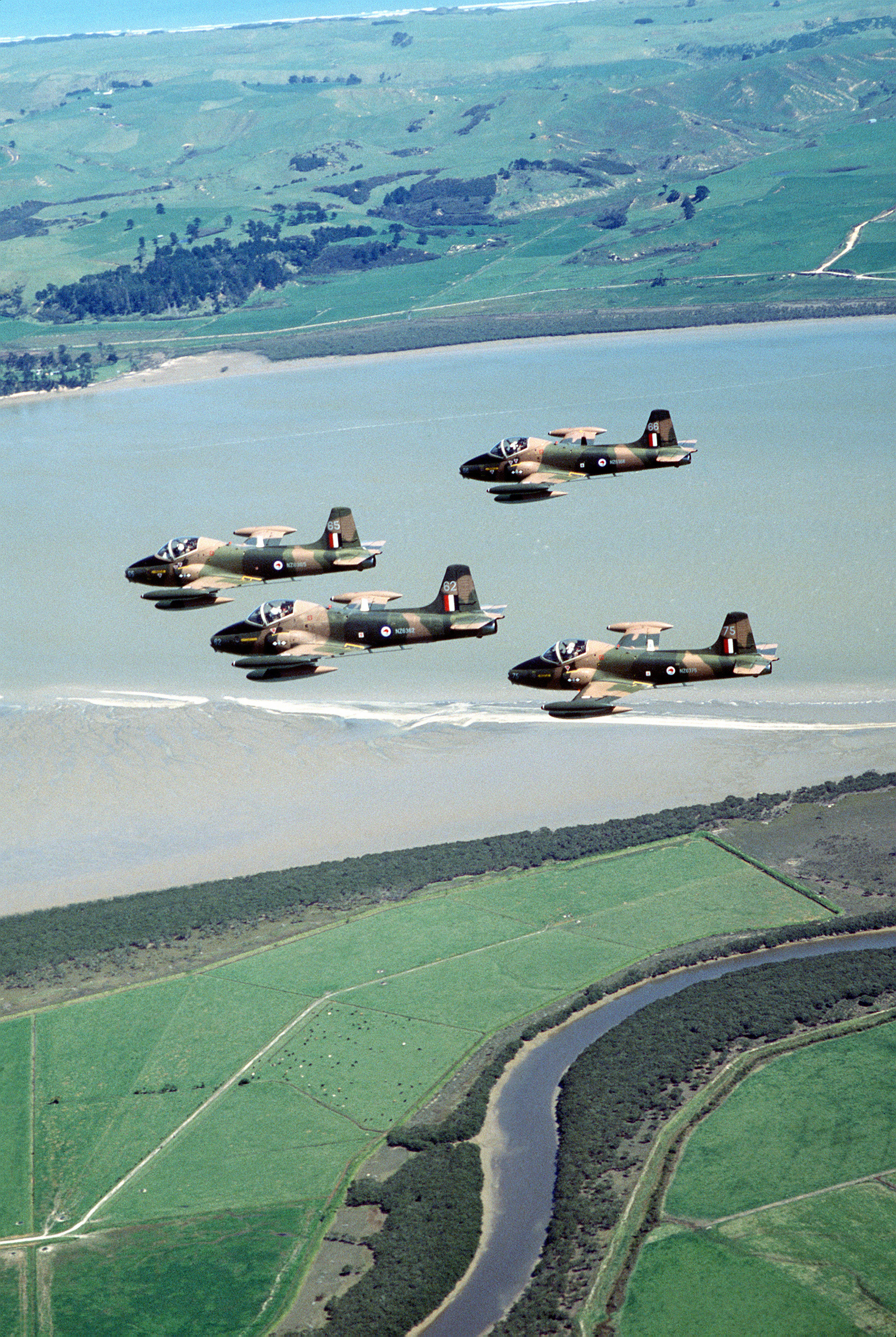
Strikemasters da Força Aérea Real da Nova Zelândia durante voo de treinamento (1984).

O Strikemaster operou em dez países como aeronave de instrução e treinamento e ataque ao solo. A maioria das aeronaves foi retirada de serviço nos anos 1990, de forma que o Equador foi o único país que utilizou a aeronave até o início do século XXI. Alguns Strikemaster foram vendidos para colecionadores e pilotos privados e voam em festivais e shows aéreos.

### Rebelião Dhofar
Durante a Rebelião Dhofar, o Strikemaster foi empregado pela Real Força Aérea de Omã contra os insurgentes da Frente de Libertação de Dhofar. Vinte e quatro aeronaves foram adquiridas em 1967 e utilizadas em missões de ataque ao solo, sendo três abatidas por mísseis terra-ar.
Na Batalha de Mirbat, três Strikemaster atacaram 300 guerreiros Adoo que sitiavam o forte Mirbat. Com disparos de metralhadoras e o lançamento de foguetes de 68mm, os Strikemaster conseguiram derrotar os guerreiros Adoo.

### Guerra de Cenepa
A Força Aérea do Equador utilizou o Strikemaster na Guerra de Cenepa para atacar posições da infantaria do Exército do Peru.

## Versões
- Strikemaster Mk 80  : Versão para exportação para a Arábia Saudita , 25 aeronaves.
- Strikemaster Mk 80A : 20 aviões foram vendidos para a Arábia Saudita como parte de uma ordem de follow-up.
- Strikemaster Mk 81  : Versão para exportação para o Iêmen do Sul , quatro aeronaves.
- Strikemaster Mk 82  : Versão para exportação para Oman , 12 aeronaves.
- Strikemaster Mk 82A : 12 aeronaves foram vendidas para Omã, como parte de uma ordem de follow-up.
- Strikemaster Mk 83  : Versão para exportação para o Kuwait , 12 aeronaves.
- Strikemaster Mk 84  : Versão para exportação para Cingapura , 16 aeronaves.
- Strikemaster Mk 87  : Versão para exportação para o Quênia , seis aeronaves.
- Strikemaster Mk 88  : Versão para exportação para a Nova Zelândia , 16 aeronaves.
- Strikemaster Mk 89  : Versão para exportação para o Equador , 22 aeronaves.
- Strikemaster Mk 89A : Um número de aviões foram vendidos para o Equador, como parte de uma ordem de follow-up.
- Strikemaster Mk 90  : Versão para exportação para o Sudão . A última Strikemaster foi entregue ao Sudão em 1984

## Ex utilizadores
O Strikemaster foi exportado para os seguintes países:
- Omã
- Arábia Saudita
- Singapura –
- Iêmen do Sul
- Kuwait
- Sudão
- Quênia
- Botswana
- Nova Zelândia – 1972 a 1991.[9]
- – Força Aérea do Equador. 24 aeronaves. Operados pelo Esquadrão de combate 2313 "Halcones" da Ala de combate 23, sediada na Base aérea de Manta. Foram operados até meados de 2010, quando foram substituídos por Super Tucanos;